# Okraji v SFRJ
Okraj (hrvaško: kotar, srbsko: srez) je bila v Federativni narodni republiki Jugoslaviji upravna enota, ki je bila razdeljena na več občin. 
Okraji so bili ukinjeni med letoma 1959 in 1967, v Sloveniji leta 1965.
Seznam okrajev

## SR Bosna in Hercegovina
1. Banja Luka
2. Bihać
3. Brčko
4. Derventa
5. Doboj
6. Goražde
7. Jajce
8. Livno
9. Mostar
10. Prijedor
11. Sarajevo
12. Trebinje
13. Tuzla
14. Zenica
15. Zvornik

## SR Črna Gora
1. Cetinje
2. Ivangrad (danes Berane)
3. Nikšić
4. Pljevlja
5. Titograd (danes Podgorica)

## SR Hrvatska
1. Bjelovar
2. Čakovec
3. Daruvar
4. Dubrovnik
5. Gospić
6. Karlovec
7. Koprivnica
8. Krapina
9. Križevci
10. Kutina
11. Makarska
12. Našice
13. Nova Gradiška
14. Ogulin
15. Osijek
16. Pulj
17. Reka
18. Sisak
19. Slavonska Požega
20. Slavonski Brod
21. Split
22. Šibenik
23. Varaždin
24. Vinkovci
25. Virovitica
26. Zadar
27. Zagreb

## SR Makedonija
1. Bitola
2. Kumanovo
3. Ohrid
4. Skopje
5. Štip
6. Tetovo
7. Titov Veles

## SR Slovenija
1. Celje
2. Gorica
3. Kočevje
4. Koper
5. Kranj
6. Ljubljana
7. Maribor
8. Murska Sobota
9. Novo mesto
10. Ptuj
11. Trbovlje

Pred ukinitvijo 1965 so bili v SR Sloveniji le še 4 okraji: Ljubljana, Maribor, Celje in Koper.

## SR Srbija

### Ožja Srbija
1. Beograd
2. Čačak
3. Kragujevac
4. Kraljevo
5. Kruševac
6. Lazarevac
7. Leskovac
8. Loznica
9. Mladenovac
10. Negotin
11. Niš
12. Novi Pazar
13. Obrenovac
14. Pirot
15. Požarevac
16. Prijepolje
17. Prokuplje
18. Smederevo
19. Svetozarevo (Jagodina)
20. Šabac
21. Titovo Užice
22. Valjevo
23. Vranje
24. Zaječar

### SAP Kosovo
1. Gnjilane
2. Kosovska Mitrovica
3. Peć
4. Priština
5. Prizren

### SAP Vojvodina
1. Bačka Palanka
2. Bačka Topola
3. Kikinda
4. Novi Sad
5. Pančevo
6. Senta
7. Sombor
8. Sremska Mitrovica
9. Stara Pazova
10. Subotica
11. Vrbas
12. Vršac
13. Zrenjanin